# Ligament collatéral ulnaire du carpe
Le ligament collatéral ulnaire du carpe (ou ligament latéral interne de l'articulation du poignet) est un ligament médial de l'articulation radio-carpienne.
Le ligament collatéral ulnaire du carpe est un cordon arrondi, attaché en haut à l'extrémité du processus styloïde de l'ulna , puis se divisant en bas en deux faisceaux, dont l'un est attaché au côté médial de l'os triquetrum, l'autre à l'os pisiforme et au ligament annulaire antérieur du carpe.